# 손등
손등(手背, 영어: Backhand 백핸드[*])은 사람이나 영장류 몸의 한 부분 중 손의 등짝 부분을 지칭하는 것으로, 손바닥의 반대편이다. 
근육과 피부의 양이 상대적으로 적어, 충격 및 화상 등에 의한 통증이 더욱 심한 곳이다.